# Concilio de Coyanza
El Concilio de Coyanza fue un concilio celebrado a mediados del siglo XI en la actual villa leonesa de Valencia de Don Juan con objeto de reformar la Iglesia Católica (ad restaurationem nostre Christianitatis).
Fue convocado por los reyes Fernando I y Sancha de León. En este concilio participaron los obispos: Froilán de Oviedo, Cipriano de León, Didaco de Astorga, Miro de Palencia, Gómez de Osma, Gómez de Calahorra, Juan de Pamplona, Pedro de Lugo, Cresconio de Iria (Santiago), Sisnando de Viseo (actualmente Portugal).

## Fecha: año 1055

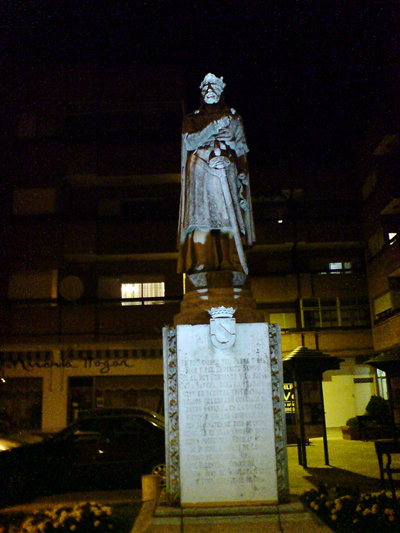
Monumento a Fernando I en Valencia de Don Juan (León) que conmemora la celebración del Concilio de Coyanza.

Existen dos redacciones de los acuerdos tomados en el Concilio de Coyanza, una portuguesa (Coímbra) y otra asturiana (Oviedo). Hasta mediados del siglo XX la historiografía sólo había utilizado la versión asturiana, que por error (rública tardía) dice que la asamblea se celebró en la era 1088 (año 1050).
En 1950, conmemorando los nueve siglos del evento, dos investigaciones paralelas realizadas por Antonio Ubieto Arteta y Alfonso García-Gallo concluyeron que por la cronología de los obispos asistentes y determinadas referencias en la redacción la fecha correcta de la celebración del concilio fue la era 1093, año 1055, fijada en la versión portuguesa.

## Principales reformas
El Concilio de Coyanza estableció reglas religiosas y de convivencia para los súbditos de los reinos afectados. Entre ellas cabe resaltar la acogida del rito romano, abandonando el rito visigótico establecido desde los primeros momentos por los reyes de Asturias, y subordinando así las diócesis de aquella primaria España a la autoridad papal.
Otra importante reforma establecida en Coyanza obligó a los monasterios a seguir la Regla de San Benito. El desarrollo del contenido tuvo lugar en los concilios compostelanos de 1060 y 1063.

## ¿Por qué en Coyanza?

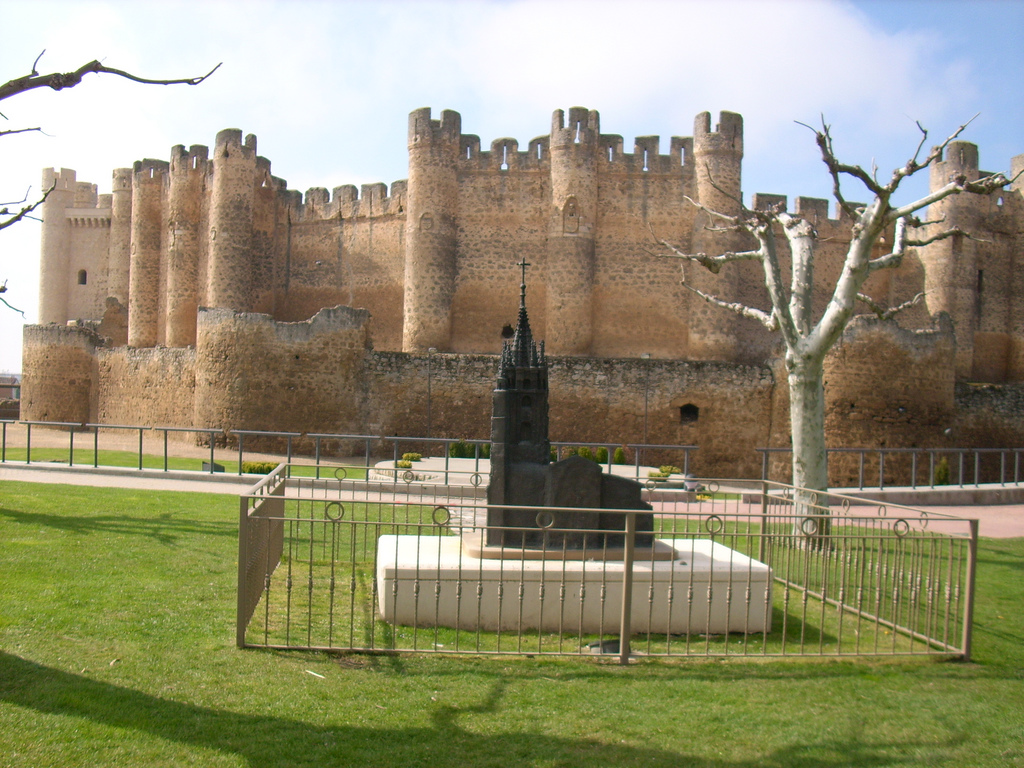
Monumento a la Catedral de Oviedo frente al Castillo de Valencia de Don Juan (León).

Se desconocen los motivos exactos por los cuales se decidió convocar este importante concilio en la villa de Coyanza, entonces Diócesis de Oviedo. La hipótesis tradicional sostenida por la historiografía se centra en el vínculo de la reina consorte Sancha, señora de Coyanza por herencia.
Parece ser que Coyanza, actual Valencia de Don Juan, era una villa muy querida por la reina Sancha, en la cual gustaba pasar largas temporadas.